# موم نخل

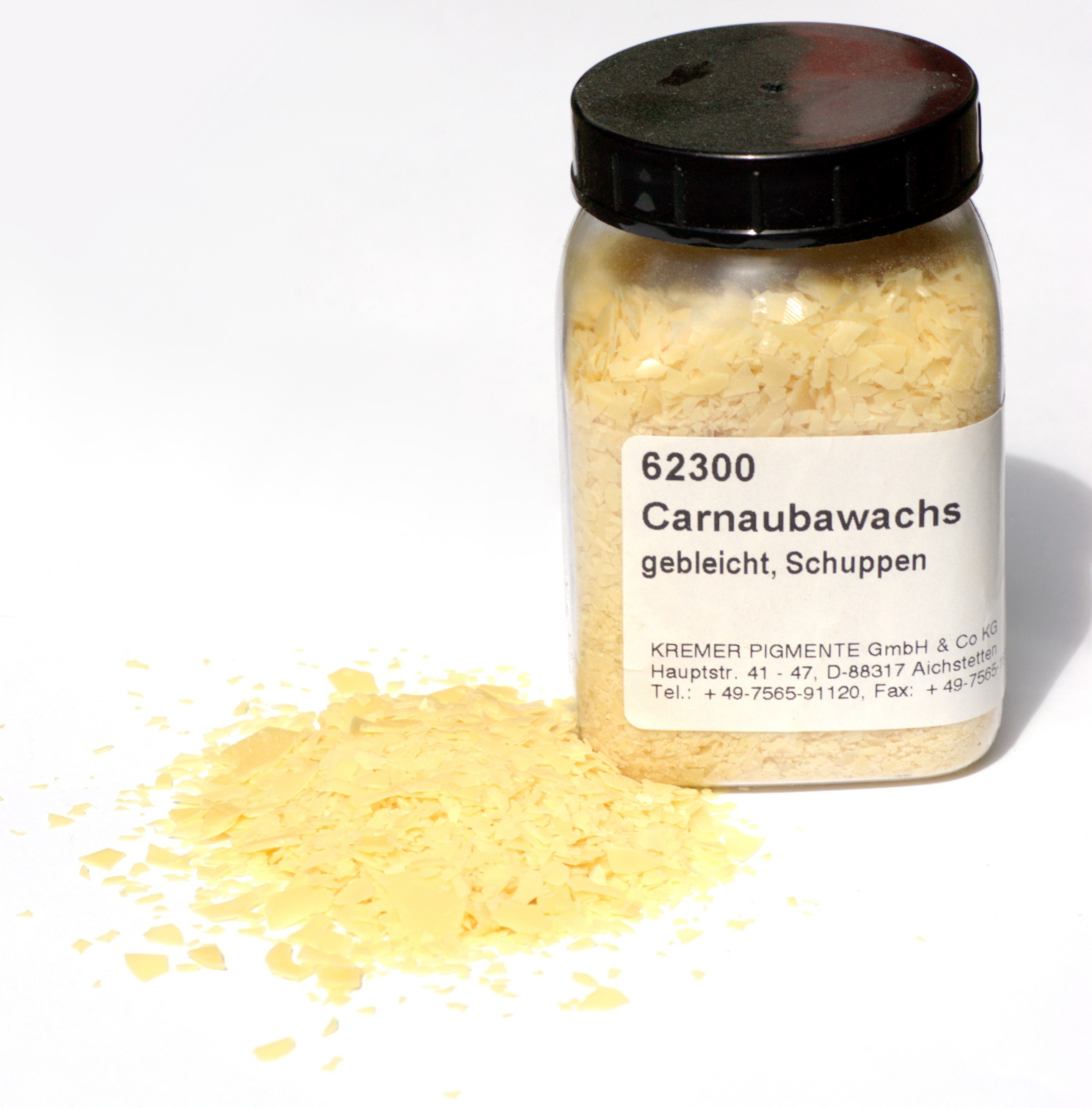
موم نخل.

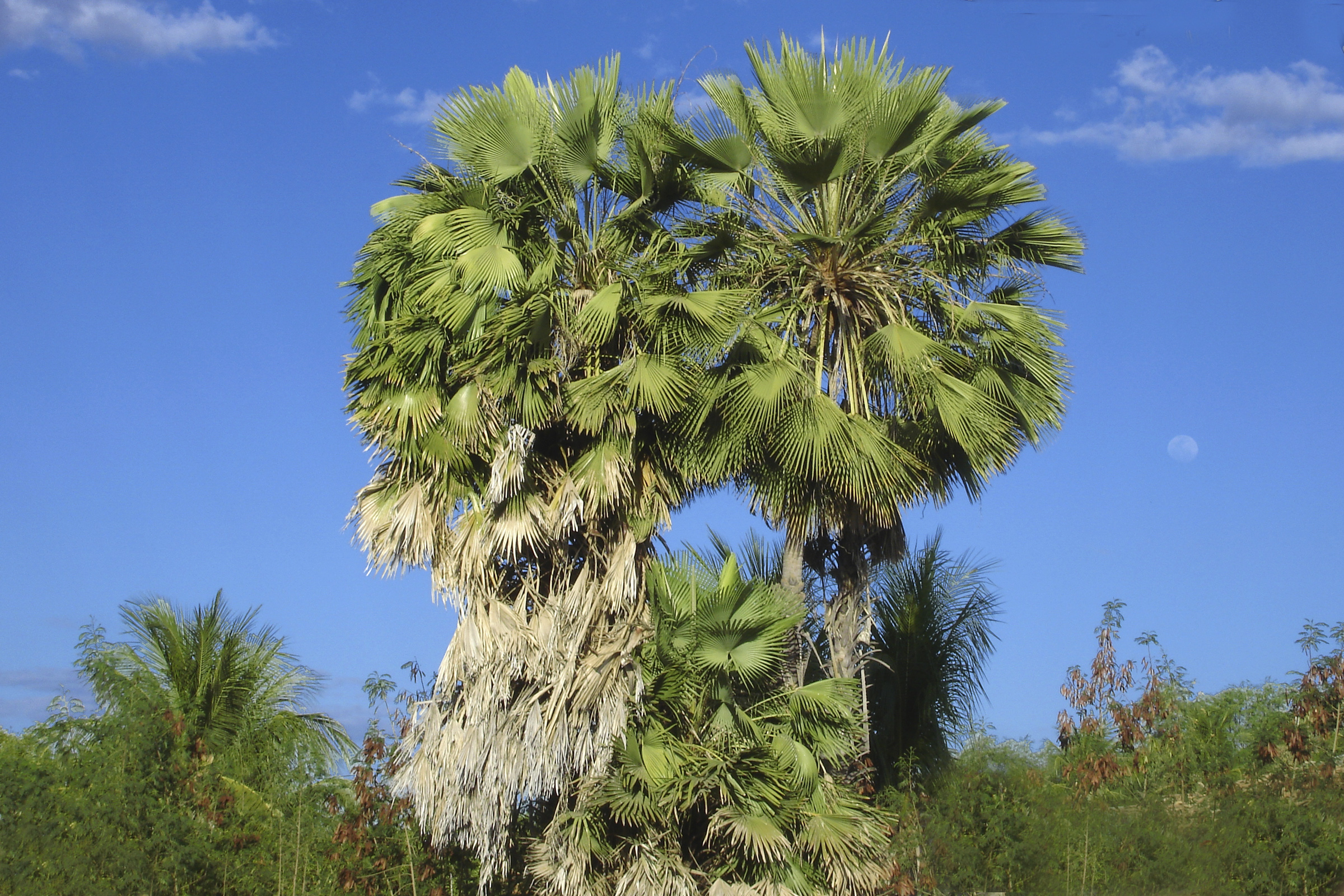
نخل برزیلی.

موم نخل مومی سخت و در عین حال شکننده و با نقطهٔ ذوب بالا است که در صنعت کاربرد دارد.
موم نخل از برگ درخت نخل برزیلی گرفته می‌شود و به نام‌های موم برزیلی و موم کارنابا (به انگلیسی: Carnauba wax) هم نامیده می‌شود.
موم نخل از اسیدهای چرب، الکل‌های چرب، اسید، و هیدروکربن‌های موجود در گیاه ساخته‌شده‌است. این موم که به صورت پولک‌های زرد-قهوه‌ای فروخته می‌شود خاصیت براق‌کنندگی خاصی دارد. موم نخل از سخت‌ترین موم‌ها و از گران‌قیمت‌ترین موم‌ها است.

## کاربردها
موم نخل در ساخت واکس چوب و پوشش‌های مات به کار می‌رود. موم نخل عامل صیقل‌دهنده و گران‌قیمتی برای چرم است و دوام آن را زیاد می‌کند. اثر انگشت و تاخوردگی روی آن باقی نمی‌ماند و رنگ آن در اثر گرد و غبار تیره نمی‌گردد و چرم را نرم می‌کند.
این موم در صنایع غذایی برای روکش صیقلی محصولات بکار می‌رود. در آدامس به عنوان براق‌کننده مصرف می‌گردد و بدنه خودروها را در کارواش‌ها با براق‌کننده گرانقیمتی که حاوی موم نخل و الکل است تمیز و براق می‌کنند. این موم در واکس‌های خودرو کاربرد فراوانی دارد زیرا در برابر نور خورشید، باران و برف مقاوم است.
در رژهای لب ترکیبی از سه موم را می‌توان یافت: موم زنبور عسل، موم گیاه کندلیلا و موم نخل.
از دیگر مزایای آن نفوذ در درزها و شیارها است که باعث می‌شود خط و خش‌های افتاده بر روی رنگ را از دید محو کند و باعث براقیت دو چندان رنگ بدنه شود. این موم باعث می‌شود مولکول‌های آب ریخته شده بر روی بدنه به هم بچسبند و باعث جاری شدن آب از روی رنگ می‌شود. این ماده به پوست آسیبی نمی‌رساند بنابراین در لوازم آرایشی نیز از آن بهره برده می‌شود.
از موم نخل برای سفت کردن ورنی‌های سیال و روان نیز استفاده می‌شود. به خاطر غیر سمی بودن، از آن در قالب‌ها و به عنوان پوشش نخ دندان نیز استفاده می‌شود و حتی به عنوان یک پوشش برای جلوگیری از ذوب شکلات و آب نبات از موم نخل استفاده می‌شود.